# Найденная
«Найденная» (англ. Found) — картина английского художника-прерафаэлита Данте Габриэля Россетти. На момент смерти художника картина не была закончена, тем не менее он сам расценивал её как одну из своих важнейших работ и множество раз возвращался к ней. Произведение стало единственной работой маслом, касающейся современной темы — городской проституции. На данный момент находится в собрании Художественного музея Делавэра.

## История создания
В отличие от большинства работ раннего периода творчества Россетти (тогда художник создавал в основном небольшие по размеру акварели на историческую, литературную и религиозную тематику), «Найденная» стала единственной попыткой изобразить современный сюжет в технике масляной живописи. На картине изображена сцена из поэмы Уильяма Белла Скотта 1846 года «Розабелл» (позже известной как «Марианна»). Здесь деревенский гуртовщик, приехавший в город, чтобы продать телёнка, встречает свою возлюбленную, ранее отправившуюся туда на поиски заработка, но в итоге ставшую проституткой. Позже Россетти вновь обратится к этой поэме при создании акварели «Врата памяти». В письме 1885 года к Уильяму Холману Ханту художник заявляет, что картина следует за работой Ханта «Проснувшаяся стыдливость», но по собственному замыслу Россетти, и что его сестра Мария нашла подходящие строки к картине книги пророка Иеремии. Строки гласят: «Я вспоминаю о дружестве юности твоей, о любви твоей, когда ты была невестою» и появляются на двух ранних эскизах картины.
Для первых эскизов героини картины (1853 год) натурщицей, предположительно, была горничная скульптора Александра Манро Мэри Фрейзер. 30 сентября 1853 года в письме к своей матери и сестре Россетти попросил их отыскать тележку, телёнка и стену для того, чтобы начать создание картины. Сохранилась незаконченная версия работы, где написаны только эти три элемента и голова натурщицы Фанни Корнфорт (скорее всего, добавлена позже). С Корнфорт художник познакомился в 1858 году, по её словам, Россетти пригласил её в мастерскую, где попросил опереться головой о стену и сделал эскиз. Форд Мэдокс Браун в своём дневнике отметил, что Россетти испытывал трудности при изображении телёнка, поскольку тот писал «как Дюрер — волосок к волоску». Телёнок не только объясняет то, зачем герой картины приехал в город, но и, с другой стороны, показан как невинное беззащитное животное, опутанное сетью, которое скоро продадут; таким образом создаётся параллель с судьбой героини — станет ли её судьба такой же, как у телёнка.
К 1859 году у Россетти было несколько эскизов лиц обоих героев. На самой картине в итоге изображено лицо Фанни Корнфорт. Художник в течение своей жизни не был доволен итогом работы и постоянно возвращался к ней и вносил изменения вплоть до своей смерти, прибегая и к помощи ассистентов. В частности, с картины были убраны детали, несущие христианскую символику — сломанная роза, соломинки, падающие с телеги, которые подбирает пара птиц. При изначальной задумке картина должна была нести в себе духовное очищение (это было одним из устоев прерафаэлитов), но после распада братства с картины был убран религиозный подтекст. После смерти художника над картиной могли поработать Генри Треффри Данн и Эдвард Бёрн-Джонс.
В сборнике 1881 года «Баллады и сонеты» опубликован сонет к картине, также именуемый «Найденная».

## Выставки и продажа картины
Первым заказал картину Фрэнсис Маккрэкен, но заказ был отменён, поскольку работа над произведением шла очень медленно. Далее заказчиками были Джеймс Лизарт и политик Уильям Грэм, который и стал владельцем картины после смерти Россетти. В 1886 году картину предположительно купил Фредерик Лейланд, а в мае 1892 года она ушла с молотка на аукционе Кристис. Позже картину приобрёл американский коллекционер Сэмюэл Бэнкрофт — младший, обладатель одной из самых крупных коллекций произведений прерафаэлитов вне Великобритании. В 1935 году Бэнкрофт передал картину и всю свою коллекцию Художественному музею Делавэра.
Картина экспонировалась на нескольких выставках. На выставке в Королевской академии художеств 1883 года её увидел Льюис Кэрролл, позже он отметил, что лицо героя выражает смесь «боли и жалости, осуждения и любви, это одна из самых удивительных вещей, которые я когда-либо видел в живописи». В 1892 году, когда Бэнкрофт перестраивал своё имение, где хранилась его коллекция, картина выставлялась в Филадельфии и Нью-Йорке. Также полотно побывало на выставках в Лондоне и Бирмингеме (1973), Нью-Хэйвене (1982), вновь в Лондоне, Ливерпуле, Москве и Амстердаме (2003).